# The Dream of the Blue Turtles
The Dream of the Blue Turtles er Stings første soloalbum. 
Albummet blev udsendt i 1985 året efter opløsningen af The Police. 
Tracks:
1. "If You Love Somebody Set Them Free" – 4:14
2. "Love Is the Seventh Wave" – 3:30
3. "Russians" – 3:57
4. "Children's Crusade" – 5:00
5. "Shadows in the Rain" – 4:56
6. "We Work the Black Seam" – 5:40
7. "Consider Me Gone" – 4:21
8. "The Dream of the Blue Turtles" – 1:15
9. "Moon over Bourbon Street" – 3:59
10. "Fortress Around Your Heart" – 4:48